# Rapala tetsuzana
Rapala tetsuzana är en fjärilsart som beskrevs av Matsumura 1938. Rapala tetsuzana ingår i släktet Rapala och familjen juvelvingar. Inga underarter finns listade.